# Павильон № 11 «Районы» (Торговый городок)
Павильон № 11 «Районы» — одиннадцатый выставочный павильон Рязанской областной сельскохозяйственной, промышленной и строительной выставки, построенный в 1955 году под руководством архитектора Евгения Ларинского. Расположен на Центральной площади Главной аллеи выставки, напротив зеркально расположенного павильона «Лёгкая и пищевая промышленность». Предназначался для демонстрации передовых идей, внедряемых в районах Рязанской области.
В мае 2024 года в павильоне открылся музей кофе «Bravos».

## История
Павильон был построен в 1955 году под руководством архитектора Рязаньоблпроекта Евгения Ларинского. В центральном экспозиционном зале располагалась огромная карта, на которой были отмечены 184 колхоза и совхоза передовика, 17 машинно-тракторных станций. Рядом можно было увидеть доску почёта, на которой размещался список из 3546 имён передовиков-аграриев. На Центральной площади выставки перед двумя полукруглыми зданиями расположен фонтан, в воды которого в выставочное время нередко запускали живую рыбу. Со сменой концепции выставки с 1959 года в павильоне располагались магазины рязанского городского продторга.
В 1992 году выкупившая выставку корпорация «Торговый городок» планировала реконструкцию здания, c возведением дополнительной пристройки у дворового фасада и сооружением над павильоном стеклянной полусферической крыши. С 1992 по середину 2000-х годов здесь располагались различные розничные магазины, для входа в которые в объёме одного из окон на парадном фасаде был самовольно проделан дополнительный проход. Арки ризалитов были заложены кирпичом, в них были сделаны металлические двери. С дворового фасада к помещениям павильона была пристроена котельная. В конце 2000-х годов в здании развалилась крыша и оно было заброшено. Территория перед ним заросла дикой порослью.
В 2013 году Администрация Рязани показала концепцию реконструкции Торгового городка. В планах был снос всех обветшавших павильонов на Западной аллее и строительство на их месте большого торгового комплекса. Павильон № 11 предлагалось сделать парадных входом в новое здание. При этом, для входа на второй этаж прямо в центре павильона планировали сделать надстройку с лестницей и лифтом.
С 2016 года в комплексе Торгового городка работали волонтёры, проводившие очистку павильонов и аллей. В 2020 году в помещениях павильона прошла выставка в рамках архитектурного фестиваля «Школа», на которой демонстрировались старые фотографии комплекса. В 2021 году Торговый городок был объявлен памятником архитектуры и перешёл под охрану государства. В 2023 году прошла капитальная реконструкция павильона, которая вернула зданию первоначальный вид. 16 мая 2024 года в помещениях павильона начал работу музей кофе «Bravos». Экспозиция рассказывает о секретах приготовления напитка — от сбора и обработки зёрен до рецептур его варки в разных странах.

## Архитектура
Полукруглое в плане одноэтажное здание, расположенное на Центральной площади Главной аллеи комплекса, напротив зеркально расположенного павильона № 10 «Лёгкая и пищевая промышленность». Парадный фасад выполнен 9 широкими окнами в пол, перекрытых пилястрами. По флангам расположены ризалиты с двумя арочными проёмами в каждом, в которых находятся входы во внутренние помещения. Здание завершается аттиком с профилированным карнизом над упрощённым антаблементом. Дворовая часть фасада, выходящая на Восточную аллею имеет глухие проёмы между пилястрами.